# Хлорид стронция
Хлорид стронция, хлористый стронций — SrCl2, бинарное соединение, представляющее стронциевую соль хлороводородной (соляной) кислоты.

## Физические свойства
Бесцветные кубические гигроскопичные кристаллы, аналогичные по строению CaF2.
Растворим в воде: 34,6% по массе при 20 °C и 50,2% по массе при 100 °C. Насыщенный раствор кипит при 117 °C.
Из водных растворов кристаллизуется в виде гексагидрата SrCl2•6H2O, расплывающегося во влажном воздухе (T пл.=61,4°С). При нагревании отщепляется вода, образуя дигидрат и далее - моногидрат. Полное обезвоживание наступает свыше 250 °C. SrCl2•6H2O в отличие от CaCl2•6H2O плохо растворим в этаноле, что используется для разделения этих веществ.
В расплаве SrCl2 диссоциирует на ионы, степень диссоциации составляет порядка 60%.
Легко образует аддукты, например: SrCl2•SrF2, 2KCl•SrCl2, SrCl2•NH3 и др.

## Получение
Взаимодействие оксида или карбоната стронция с соляной кислотой:
{\displaystyle {\mathsf {SrCO_{3}+2HCl\rightarrow SrCl_{2}+H_{2}O+CO_{2}}}}

## Применение
- Промежуточный продукт для синтеза других соединений стронция.
- Компонент пиротехнических составов - придает пламени карминово-красный цвет.
- В виде радиоактивного изотопа 89Sr для лечения рака кости в медицине [1].
- Компонент некоторых косметических средств.

### Стоматология
Хлорид стронция обладает способностью снижать чувствительность дентина посредством снижения проводимости дентинных канальцев из-за их перекрытия, что используется в некоторых стоматологических составах.